# جامع الأورفلي (بغداد)
جامع الأورفلي من مساجد العراق القديمة، ويقع في جانب الرصافة بمنطقة الكرادة الشرقية في محلة تسمى بالبتاويين في الباب الشرقي بجانب النفق. ولقد شيد وبني هذا الجامع في الأول من شعبان عام 1371هـ/ 1951م، من قبل كل من (بدرية ونجية بنتي الحاج عبد الرحمن بن عثمان الأورفلي)، كما ورد ذلك في ورقة الوقفية المؤرخة بتاريخ 18 رمضان 1371هـ/ 19 حزيران 1952م، وكان أصلهُ داراً برقم 233-157 فهدم وأنشئ عليه هذا الجامع مع دكاكين ومحلات تجارية موقوفة عليه.
ويعد جامع الأورفلي من الجوامع الأثرية التراثية في بغداد المهمة بالنسبة لموقعهِ وتبلغ مساحته 600م2، ولقد صدر الأمر الملكي بافتتاحهِ في 20 آب/أغسطس 1952م، وتم افتتاحه في السنة نفسها، وحضر حفل الافتتاح وفد من الحكومة والأعيان والعلماء ومنهم الشيخ نجم الدين الواعظ والشيخ عبد العزيز البدري والشيخ محمد محمود الصواف والشيخ أمجد الزهاوي.
ويحتوي الجامع على حرم تبلغ مساحتهُ حوالي 100م2، وللجامع منارة مئذنة عالية مشيدة بالطابوق ومزينة بالكاشي الملون ويبلغ ارتفاعها حوالي عشرة أمتار ولها حوض واحد، ويحتوي الجامع على غرفتان أحدهما للإمام والخطيب والأخرى للخادم والمؤذن، وتقام في المسجد صلاة الجمعة والصلوات الخمس وتدرس فيهِ الدروس الشرعية بالإضافة إلى دورات لتحفيظ أجزاء من القرآن في العطلة الصيفية لطلبة المدراس.
ولقد تعرض المسجد للتخريب وتحطمت أجزاء منه في يوم 23 شباط/فبراير 2006 من قبل المليشيات الطائفية بعد أحداث تفجير ضريح الإمامين العسكريين في سامراء، حيث اقتحم المسجد وهدمت بعض محتوياتهِ وحدثت فيهِ أعمال عنف أدت إلى إلحاق أضرار مادية بالمسجد فأغلق لفترة قصيرة ثم افتتح وجرى ترميمهِ وصيانتهِ من قبل ديوان الوقف السني في العراق.